# 滝谷町 (宇都宮市)
滝谷町（たきやちょう）は栃木県宇都宮市の地名。丁番の設定がない単独町名である。全域で住居表示実施済み。郵便番号は320-0847（宇都宮中央郵便局管区）。

## 概要
宇都宮市南部の一区域。北は幸町、東は六道町・京町、南は明保野町、西は鶴田町と接する。
住宅街と小規模な商店のみが広がる区域だが、主要な街道が滝谷町付近を通過しており、栃木街道・鹿沼インター通り・平成通り・桜通りの起終点である「滝谷町」交差点がある。滝尾神社（滝の権現）にはかつて宇都宮七水の一つである「滝の水」が湧いており、滝谷町の名はそちらに由来している。
元々この湧水を源とする自然河川があったが、流水量が乏しく下流の住民は水不足に悩んでおり、江曽島地区の農民たちが宝木用水の延長を発案し「江曽島用水」が造られた（詳細は新川 (栃木県)を参照）。
現在は改築等によりこの神社には井戸もなく、かつての名水を愉しむことはできない。

## 歴史
戊辰戦争（宇都宮城の戦い）では、滝谷町に当たる場所に新政府軍が四斤山砲を据え、六道口の防備を整えた旧幕府軍に向けて砲撃した。
旧町名では西原町の一部である。西原町からの分立直後は一丁目・二丁目・三丁目に分かれていた。1965年（昭和40年）の住居表示実施にあたり滝谷町一丁目・二丁目・三丁目が統合され丁番を持たない町名となった。

### 沿革
- 1934年（昭和9年） - 宇都宮市西原町より分立し滝谷町一・二・三丁目が発足。
- 1965年（昭和40年）9月30日 - 住居表示実施により滝谷町の一部が幸町に編入。また、滝谷町一・二・三丁目および陽西通二丁目、京町二丁目、桜馬場通二丁目、西原町、鶴田町のそれぞれ一部が新・滝谷町となる[4]。

### 町名の変遷
| 実施後 | 実施年月日                | 実施前（各町ともその一部）                                                                         |
| ------ | ------------------------- | -------------------------------------------------------------------------------------------------- |
| 滝谷町 | 1965年（昭和40年）9月30日 | 滝谷町一丁目、滝谷町二丁目、滝谷町三丁目、陽西通二丁目、京町二丁目、桜馬場通二丁目、西原町、鶴田町 |

## 世帯数と人口
2021年（令和3年）9月30日現在の世帯数と人口は以下の通りである。
| 町丁   | 世帯数  | 人口  |
| ------ | ------- | ----- |
| 滝谷町 | 258世帯 | 515人 |

## 小・中学校の学区
市立小・中学校に通う場合の学区は以下の通りとなる。
| 町丁   | 小学校                 | 中学校               |
| ------ | ---------------------- | -------------------- |
| 滝谷町 | 宇都宮市立富士見小学校 | 宇都宮市立一条中学校 |

## 交通

### 道路
滝谷町の南西部に位置する「滝谷町」交差点は宇都宮市街地南西部の重要なジャンクションである。宇都宮環状道路開通前は市南部から鹿沼インターチェンジ方面へ向かうのにこの交差点を抜ける必要があり、この交差点に通過需要が集中し凄まじい渋滞が発生していた。
- 栃木県道2号宇都宮栃木線（桜通り・栃木街道）：滝谷町の西を通過。「滝谷町」交差点を境に愛称が変わる。北（桜通り）は宇都宮市街を経て日光市方面、南（栃木街道）は宇都宮市西川田・壬生町・栃木市方面へ向かう。
- 栃木県道6号宇都宮楡木線（鹿沼インター通り）：「滝谷町」交差点から西へ延びる。東北自動車道鹿沼インターチェンジへはこの道路が主要アクセス手段となる。
- 平成通り：滝谷町の南を通過。「滝谷町」交差点から東へ延びる市道。そのまま真岡市方面へ向かう県道となる。
- 六道通り：滝谷町地内を北東から南西方向に縦断し、西側で「滝谷町」交差点に接続するが、車での通り抜けはできない。六道辻から延びる昔の栃木街道(鎌倉道)である。鎌倉道は滝谷町交差点の先、鶴田駅方面へ細い道が続いている。かつて六道経由の路線バスはこのルートを通っていた。
- 陽西通り：滝谷町の東を通過。
- 楡木街道：六道辻から滝谷町の北を通過。現在の鹿沼インター通りの旧道。

### 路線バス
滝谷町の区域を囲むように複数の系統が通過している。
- 関東自動車
  - JR宇都宮駅 - 東武駅前 - 桜通り十文字 - 滝谷町 - 宇都宮高校前 - 鶴田駅・西川田駅
    - 桜通り上にある「滝谷町」バス停から利用できる。

  - JR宇都宮駅 - 東武駅前 - 陽西通り - 京町西 - 文化会館前 - 南宇都宮 - 鶴田駅
  - JR宇都宮駅 - 東武駅前 - 六道 - 京町西 - 文化会館前 - あけぼの公園 - 鶴田駅・西川田東
    - 滝谷町からは「京町西」「ハローワーク」の各バス停が利用可。

  - JR宇都宮駅 - 東武駅前 - 六道 - 上欠下 - 運転免許センター - 楡木車庫
    - 滝谷町からの利用は「六道」もしくは「楡木街道入口」バス停が最寄となる。

## 主な施設
- 滝尾神社
- 栃木信用金庫滝谷町支店[6]
- たいらや滝谷店